# Мангеттен (телесеріал)
«Мангеттен» (англ. Manhattan) — американський історично-драматичний телесеріал, який виходив на каналі WGN America. Прем'єра відбулася 27 липня 2014 року. Всього було відзнято два сезони, після чого серіал було закрито. Це був другий оригінальний проєкт каналу, після «Салему». Хоча в серіалі і згадуються історичні постаті, він не є історично достовірним.

## Сюжет
Події відбуваються в 1943 році під час роботи над «Мангеттенським проєктом» в одному з міст штату Нью-Мексико (Лос-Аламос), про який зовнішній світ не підозрює. Федеральний уряд каже вченим тільки те, що вони повинні знати, поки ті в свою чергу зберігають таємниці від своїх сімей.

## У ролях

### Головний склад
- Джон Бенжамін Хіккі[en] — Доктор Френк Вінтер, провідний вчений «Мангеттенського проєкту» (вільно заснований на біографії Сета Неддермаєра[en])[6]
- Олівія Вільямс — Доктор Ліза Вінтер, дружина Френка та ботанік. Не бере участі в «Мангеттенському проєкті».
- Ешлі Цукерман[en] — Доктор Чарлі Айзекс, висхідна молода зірка проєкту
- Рейчел Броснахен — Еббі Айзекс, дружина Чарлі
- Деніел Стерн — Доктор Глен Баббит, наставник інших вчених
- Катя Херберс[en] — Доктор Хелен Принс, одна з небагатьох жінок-вчених
- Гаррі Ллойд — Доктор Пол Крослі, який хоче підвищення за будь-яку ціну
- Алексія Фест — Каллі Вінтер, невгамовна донька Френка та Лізи
- Крістофер Денем[en] — Доктор Джим Мікс, вчений
- Майкл Чернус — Доктор Луіс «Фріц» Федовітц, вчений

### Другорядний склад
- Девід Харбор — Доктор Рід Еклі, головний вчений конструкції бомби Худиш[en]
- Едді Шин[en] — Доктор Сідні «Сід» Ляо, американський вчений китайського походження[en][5]
- Даніель Лондон[en] — Професор Дж. Роберт Оппенгеймер, всесвітньо відомий меланхолійний, дещо самітній фізик-теоретик та директор «Мангеттенського проєкту»
- Марк Мозес — Полковник Олден Кокс
- Річард Шифф — Оккам
- Меймі Гаммер — Нора

## Виробництво
Телевізійна мережа WGN America представила свій перший оригінальний серіал, історичну драму «Салем», 20 квітня 2014 року. Пітер Лігуорі, голова материнської компанії WGN, Tribune Company, сказав, що стратегія виробництва оригінального контенту це засіб підвищення престижу й обличчя компанії. Зйомки почалися в середині березня в межах 12 акрів (5 га) в Нью-Мексико. З анонсом серіалу в квітні 2014 року, так само було заявлено про замовлення 13 серій.

## Критика
«Мангеттен» отримав позитивні відгуки від телевізійних критиків й в даний час на сайті-агрегаторі рецензій Metacritic має оцінку 78 балів з 100 на основі 23 «в цілому задовільних» відгуків. На іншому сайті-агрегаторі Rotten Tomatoes серіал має 89 % «свіжих» (позитивних) відгуків, а його середній рейтинг становить 8,3 бали з 10 на основі 28 рецензій. В загальному відгуку сайту говориться: «Хоча серіал дуже повільний, „Мангеттен“ є першосортною драмою завдяки талановитим акторам, гарній картинці та увазі до історичних подробиць».

## Список епізодів
| №  | Назва                                                                       | Режисер           | Сценарист                        | Дата показу у США | Глядачі США (у міліонах) |
| -- | --------------------------------------------------------------------------- | ----------------- | -------------------------------- | ----------------- | ------------------------ |
| 1  | «Ти завжди завдаєш болю тим, кого любиш» «You Always Hurt the One You Love» | Томас Шламмі      | Сем Шоу                          | 27 липня 2014     | 0.94                     |
| 2  | «Дилема в'язня» «The Prisoner's Dilemma»                                    | Томас Шламмі      | Сем Шоу                          | 3 серпня 2014     | 0.34                     |
| 3  | «Людський мурашник» «The Hive»                                              | Крістофер Мізіано | Натаніель Халперн і Ліза Меламед | 10 серпня 2014    | 0.39                     |
| 4  | «Останні міркування королів» «Last Reasoning of Kings»                      | Періс Барклай     | Том Спезіала і Гідеон Яго        | 17 серпня 2014    | 0.37                     |
| 5  | «Новий підхід до ядерної космології» «A New Approach to Nuclear Cosmology»  | Білл Д'Ілайа      | Марк Лафферті і Ноель Вальдівія  | 24 серпня 2014    | 0.38                     |
| 6  | «Допустимі межі» «Acceptable Limits»                                        | Майкл Аппендаль   | Дастін Томасон                   | 31 серпня 2014    | 0.30                     |
| 7  | «Новий світ» «The New World»                                                | Розмарі Родрігез  | Ліла Байок і Дастін Томасон      | 7 вересня 2014    | 0.43                     |
| 8  | «Друге пришестя» «The Second Coming»                                        | Деніел Стерн      | Сем Шоу і Дастін Томасон         | 14 вересня 2014   | 0.30                     |
| 9  | «Моторошні далекодії» «Spooky Action at a Distance»                         | Ендрю Бернштейн   | Марк Лафферті                    | 21 вересня 2014   | 0.43                     |
| 10 | «Дублер» «The Understudy»                                                   | TBA               | TBA                              | 28 вересня 2014   | [ 15 ]                   |
| 11 | «Танжер» «Tangier»                                                          | TBA               | TBA                              | 5 жовтня 2014     | [ 15 ]                   |